# Ferran Viader i Gustà
Ferran Viader i Gustà (Parets d'Empordà (Vilademuls) 8 d'abril de 1916 - Girona, 16 de juliol de 2006) fou un llicenciat en Dret, erudit genealogista, heraldista i historiador vocacional, començà a estudiar la seva genealogia familiar i, en investigar les famílies que entroncaven amb ella, va acabar per confeccionar un important corpus de genealogies de propietaris de terres de les comarques gironines. Va tenir un paper molt actiu en la vida corporativa del Reial Estament Militar del Principat de Girona, del qual va arribar a ser-ne Veguer-President. Va ésser alcalde de Vilademuls (llavors província de Girona) del 1961 al 1979. Va formar part del consell plenari del "Patronat Francesch Eiximenis" de la Diputació de Girona. Va col·laborar amb nombroses publicacions especialitzades en heràldica i genealogia, com "Revista Hidalguía" o "Amics de Besalú i el seu comtat". També va publicar articles sobre la seva especialitat en diaris com Los Sitios i El Correo Catalán.

## Obres publicades
- 127 genealogies de Fernando Viader. La memòria familiar dels propietaris gironins Biblioteca d'història rural, Ricard Garcia i Pere Gifre (editors), gener 2005. Una part d'aquestes genealogies, que romanien en la seva major part manuscrites, van ser editades per primera vegada en aquesta obra
- "La Casa Noguer de Segueró i el seu llinatge", II Assemblea d'estudis sobre el comtat de Besalú, Olot, 1973. Obra premiada pel Reial Estament de Sant Jordi.
- "Relació de cases de la vegueria de Besalú que fruïen de Reial privilegi de generositat", III Assemblea d'estudis sobre el comtat de Besalú, Olot, 1976
- Història de Vilademuls, Fulls informatius de la Mancomunitat de l'Estany, núm. 2, 1984